# Downfall of Gaia
Downfall of Gaia njemački je ekstremni metal sastav. Njihova glazba kombinacija je post-black metala, sludgea i crust punka.

## Povijest sastava
Sastav su osnovali Anton Lisovoj i Dominik Goncalves te su odabrali ime prema božici Geji koja personificira Zemlju u grčkoj mitologiji. Nakon prvog dema, EP-a Salvation in Darkness te split albuma s francuskim sastavom Kazan, uz pomoć nekoliko nezavisnih izdavača objavljuju svoj prvi studijski album Epos. Nakon split albuma sa sastavom In the Hearts of Emperors, kreću na svoju prvu turneju u SAD-u. Godine 2012. američka izdavačka kuća Metal Blade nudi im ugovor te objavljuje njihov drugi studijski album nazvan Suffocating in the Swarm of Crane. Napisan je kao konceptualni album, o čovjeku koji pati od depresije i nesanice te polako tone u ludilo. Nakon još jedne turneje po SAD-u i Europi, nastupaju i na festivalu Hellfest u Francuskoj. Godine 2014. objavljuju treći studijski album Aeon Unveils the Thrones of Decay te zasada posljednji Atrophy 2016. godine.

## Članovi sastava
Trenutačna postava
- Dominik Goncalves dos Reis – vokal, gitara (2008.–danas)
- Anton Lisovoj – vokal, bas-gitara (2008.–danas)
- Michael Kadnar – bubnjevi (2014.–danas)
- Marco Mazzola – gitara (2016.–danas)

Bivši članovi
- Peter Wolff – gitara, vokal (2008. – 2015.)
- Sven – bubnjevi
- Johannes Stoltenburg – bubnjevi (do 2014.)

## Diskografija
Studijski albumi
- Epos (2010.)
- Suffocating in the Swarm of Cranes (2012.)
- Aeon Unveils the Thrones of Decay (2014.)
- Atrophy (2016.)
- Ethic of Radical Finitude (2019.)

EP-ovi
- Salvation in Darkness (2009.)

Split albumi
- Downfall of Gaia / Kazan (2009.)
- Downfall of Gaia / In the Hearts of Emperors (2011.)

Kompilacija
- Downfall of Gaia (2013.)

Demo uradak
- The Downfall of Gaia (2008.)

## Vanjske poveznice
- Službena stranica